# サルフォード
サルフォード（英: Salford）は、イングランドのグレーター・マンチェスターにあるシティかつ大都市ディストリクトのシティ・オブ・サルフォードの中心エリア。以前存在していた、バラ・オブ・サルフォードは、1926年にシティとなった。サルフォードエリアの人口は、2001年時点で72,750人で、周辺エリアを含んだシティ・オブ・サルフォードの人口は219,200人。18、19世紀の間、サルフォードは工業都市かつ内陸港となった。綿や絹の紡織産業の発展により、多くの人が都市に流入し、サルフォードの経済が発展した。19世紀末までに、サルフォードでは労働者階級のコミュニティが大きくなり、慢性的に過剰な人口に悩まされるようになっていた。しかし、20世紀には産業活動は衰え、地方経済の不況を引き起こした。

## 出身人物
- アルバート・フィニー - 俳優
- ウィリアム・ウェッブ・エリス - ラグビーの発明者とされる人物
- クリストファー・エクルストン - 俳優
- ジェームズ・プレスコット・ジュール - 物理学者
- ダニー・シンプソン - サッカー選手
- ディオニシオス・カスダリス - テニス選手
- テリー・イーグルトン - 文芸批評家、哲学者
- ピーター・フック - ミュージシャン
- フィル・バーズリー - サッカー選手
- ポール・スコールズ - サッカー選手
- ルイス・タン - 俳優